# Układ elektroniczny

Przykładowy schemat aplikacyjny układu elektronicznego.

Układ elektroniczny lub obwód elektroniczny – zbiór elementów elektronicznych dyskretnych lub scalonych połączonych elektrycznie tak, aby realizowały określoną funkcję.
Układy elektroniczne są opisywane za pomocą schematów elektrycznych (tzw. schematów ideowych), na których w formie graficznej pokazano jak mają zostać połączone poszczególne elementy. Każdy typ elementu elektronicznego, jak np. opornik, kondensator, tranzystor, lampa elektronowa, ma swój symbol graficzny, który jednoznacznie go identyfikuje.
Schematy ideowe układów elektronicznych zazwyczaj nie zawierają informacji o wartościach rezystancji poszczególnych rezystorów, pojemnościach kondensatorów, typach tranzystorów czy lamp elektronowych, natomiast projekty konkretnych układów (schemat aplikacyjny, schemat serwisowy) zawierają już te informacje, a ponadto pokazują relacje z fizyczną realizacją, np. numery wyprowadzeń układów scalonych, numery końcówek złącz, przełączników.